# Jan Van Oolen
Jan Van Oolen (1 de diciembre de 1872-3 de abril de 1922) fue un deportista belga que compitió en ciclismo en la modalidad de pista. Ganó una medalla de bronce en el Campeonato Mundial de Ciclismo en Pista de 1894, en la prueba de medio fondo.

## Medallero internacional
| Campeonato Mundial | Campeonato Mundial | Campeonato Mundial | Campeonato Mundial |
| Año                | Lugar              | Medalla            | Competición        |
| ------------------ | ------------------ | ------------------ | ------------------ |
| 1894               | Amberes (Bélgica)  | Medalla de bronce  | Medio fondo (A)    |